# Betsy Byars
Betsy Byars, född 7 augusti 1928 i Charlotte, North Carolina, död 26 februari 2020 i Seneca, South Carolina, var en amerikansk barnboksförfattare. Hon hoppades att bli gift direkt efter studierna så hon skulle slippa gå ut i förvärvslivet. Det gjorde hon också: hon gifte sig med Eward Byars (som senare blev professor) och blev hemmafru med fyra barn. När familjen flyttade till en ny universitetsstad drev ensamheten henne att börja skriva. Hon debuterade 1962 men genombrottet skedde 1968 med Tom och den svarta räven.
Byars skriver realistiska böcker om maskrosbarn. Det är barn som övergivits och svikits av sina föräldrar. Böckerna är skrivna med humor, och barnen klarar sig trots allt.

## Böcker utgivna på svenska
- Sara och Charlie. 1974 (The summer of the swans)
- Syster Carlie. 1985 (The pinballs)
- Guldfisken anfaller!. 1991 (The two-thousand-pound goldfish)
- Jackson griper in. 1986 (Cracker Jackson)
- Glory girl. 1987 (The Glory girl)
- Inte vilken familj som helst. 1988 (The not-just-anybody family)
- Skyll inte på Jimmie. 1988 (Goodbye, Chicken Little)
- Bingo!. 1989 Senaste utgåva 1996. (The burning questions of Bingo Brown)
- Fällan. 1989 (The Blossoms meet the vulture lady)
- Kvällsbadarna. 1989 (The night swimmers)
- Bingo och kärlekens språk. 1990 (Bingo Brown and the language of love)
- Tom och den svarta räven. 1990 (The midnight fox)
- med teckningar av Cathy Bobak (1991). Bingo - drömprinsen (Bingo Brown, gypsy lover)
- Junior och den gröna fantomen. 1993 (The Blossoms and the green phantom)
- Familjen Blossom. 1994 (A Blossom promise)

## Priser och utmärkelser
- 1971 Newberymedaljen för Sara och Charlie
- 1981 American Book Award
- 1992 Edgar for the best mystery for young people för "Wanted ... Mud Blossom" (ej översatt till svenska)